# Ford Rainey
Ford Rainey (* 8. August 1908 in Mountain Home, Idaho; † 25. Juli 2005 in Santa Monica, Kalifornien) war ein US-amerikanischer Schauspieler.

## Leben
Als Junge war Rainey sehr schüchtern, fand jedoch im Schultheater ein Ventil. Später ging er nach New York City und studierte bei Michael Chekhov. Er ging der unterschiedlichsten Arbeit nach, unter anderem als Fischer und Zimmermann, bevor er als Absolvent der Cornish Drama School in Seattle seine künstlerische Tätigkeit zur Hauptbeschäftigung machte. Nach einigen Auftritten in diversen Theatern des Landes gab er 1939 sein Debüt am Broadway. Nur zwei Jahre später spielte er mit Shakespeares King Lear seine erste Bühnenhauptrolle.
Während des Zweiten Weltkriegs war er für die US-Küstenwache tätig, danach ging er nach Kalifornien, wo er mit Michael Chekhov und einigen Schauspielkollegen die Schauspielgruppe Ojai Valley Players gründete.
1949 gab er in James Cagneys düsterem Gangsterdrama Sprung in den Tod als gesichtsverbrühter Gangster sein Spielfilmdebüt. Es folgten zahlreiche Rollen in Filmen der unterschiedlichsten Genres. Rainey spielte in Western wie Zwei ritten zusammen (mit James Stewart) und Flammender Stern (mit Elvis Presley), Monumentalepen wie Das Gewand (mit Richard Burton), Dramen wie Sein Name war Parrish (mit Claudette Colbert), Abenteuerfilmen wie Hüter der Wildnis (in der Rolle von Abraham Lincoln, den er in seiner Karriere mehrfach verkörperte), Horrorfilmen wie Halloween II, Gerichtsdramen wie Gideons Paukenschlag (mit Henry Fonda), Kriegsfilmen wie Kanonenboot am Yangtse-Kiang (mit Steve McQueen) und Komödien wie Agenten leben einsam (mit Roger Moore).
Daneben spielte Rainey zahllose Gastrollen in Fernsehserien wie Bonanza, Rauchende Colts und Perry Mason. In der Serie Die Sieben-Millionen-Dollar-Frau spielte er zwei Jahre lang die Rolle des Jim Elgin und in der Serie The Manhunter den Vater der Hauptfigur, des Privatdetektivs  Dave Barrett (Ken Howard). Eine seiner letzten Rollen war der kauzige Seniorenheiminsasse Mickey, den er zwischen 1999 und 2003 in insgesamt acht Folgen der Sitcom King of Queens verkörperte.
Ford Rainey war seit 1954 mit der Schauspielkollegin Sheila Hayden verheiratet. Er starb am 25. Juli 2005 nach mehreren Schlaganfällen in einem Krankenhaus in Santa Monica, Kalifornien.

## Filmografie (Auswahl)
- 1949: Sprung in den Tod (White Heat)
- 1950: Mordsache: Liebe (Perfect Strangers)
- 1953: Das Gewand (The Robe)
- 1954: Immer jagte er Blondinen (The Human Jungle)
- 1957: Zähl bis drei und bete (3:10 to Yuma)
- 1958: Geraubtes Gold (The Badlanders)
- 1959: Eine Meile Angst (The Last Mile)
- 1959: Beherrscher der Meere (John Paul Jones)
- 1960: Flammender Stern (Flaming Star)
- 1961: Route 66 (Fernsehserie, 2 Folgen)
- 1961: Sein Name war Parrish (Parrish)
- 1961: Zwei ritten zusammen (Two Rode Together)
- 1961: Ada Dallas (Ada)
- 1961: Claudelle und ihre Liebhaber (Claudelle Inglish)
- 1961–1962: Window on Main Street (Fernsehserie, 13 Folgen)
- 1961–1965: Tausend Meilen Staub (Rawhide, Fernsehserie, 3 Folgen)
- 1961–1971: Bonanza (Fernsehserie, 9 Folgen)
- 1962: Kein Fall für FBI (The Detectives, Fernsehserie, Folge 3x16)
- 1962: Ein Rucksack voller Ärger (40 Pounds of Trouble)
- 1962/1963: Die Unbestechlichen (The Untouchables, Fernsehserie, 2 Folgen)
- 1962–1965: Perry Mason (Fernsehserie, 4 Folgen)
- 1962–1974: Rauchende Colts (Gunsmoke, Fernsehserie, 3 Folgen)
- 1963: Am Fuß der blauen Berge (Laramie, Fernsehserie, Folge 4x19)
- 1963: Könige der Sonne (Kings of the Sun)
- 1963–1964: The Richard Boone Show (Fernsehserie, 22 Folgen)
- 1963–1969: Die Leute von der Shiloh Ranch (The Virginian, Fernsehserie, 7 Folgen)
- 1964/1965: Die Seaview – In geheimer Mission (Voyage to the Bottom of the Sea, Fernsehserie, 2 Folgen)
- 1964–1969: Daniel Boone (Fernsehserie, 3 Folgen)
- 1965: Verschollen zwischen fremden Welten (Lost in Space, Fernsehserie, 2 Folgen)
- 1965: Big Valley (The Big Valley, Fernsehserie, Folge 1x06)
- 1965: Mini-Max (Get Smart, Fernsehserie, Folge 1x14 Vampire sind auch nur Menschen)
- 1965–1970: Lassie (Fernsehserie, 4 Folgen)
- 1966: Der Colt ist das Gesetz (Gunpoint)
- 1966: Auf der Flucht (The Fugitive, Fernsehserie, 2 Folgen)
- 1966: Kanonenboot am Yangtse-Kiang (The Sand Pebbles)
- 1966–1968: Verrückter wilder Westen (The Wild Wild West, Fernsehserie, 3 Folgen)
- 1967: Chuka
- 1967: Invasion von der Wega (The Invaders, Fernsehserie, 2 Folgen)
- 1967/1968: Die Spur des Jim Sonnett (The Guns of Will Sonnett, Fernsehserie, 2 Folgen)
- 1967–1973: FBI (The F.B.I., Fernsehserie, 5 Folgen)
- 1967–1973: Mannix (Fernsehserie, 5 Folgen)
- 1969: Die den Hals riskieren (The Gypsy Moths)
- 1970: The Naked Zoo
- 1970: Der reisende Henker (The Traveling Executioner)
- 1971: Der Chef (Ironside, Fernsehserie, Folge 5x05 Die Kraft des Bösen)
- 1971–1972: Alias Smith und Jones (Alias Smith and Jones, Fernsehserie, 5 Folgen)
- 1971–1974: Cannon (Fernsehserie, 3 Folgen)
- 1973: Kung Fu (Fernsehserie, Folge 1x12 Caine und das Sklavenlager)
- 1973: California Cops – Neu im Einsatz (The Rookies, Fernsehserie, 2 Folgen)
- 1973/1977: Barnaby Jones (Fernsehserie, 2 Folgen)
- 1974: Zur Adoption freigegeben (The Stranger Who Looks Like Me, Fernsehfilm)
- 1974: Zeuge einer Verschwörung (The Parallax View)
- 1975: Detektiv Rockford – Anruf genügt (The Rockford Files, Fernsehserie, Folge 1x16)
- 1975: Petrocelli (Fernsehserie, Folge 2x01)
- 1975: Der Sechs-Millionen-Dollar-Mann (The Six Million Dollar Man, Fernsehserie, 3 Folgen)
- 1975: Die Straßen von San Francisco (The Streets of San Francisco, Fernsehserie, Folge 4x08)
- 1975/1978: Unsere kleine Farm (Little House on the Prairie, Fernsehserie, 2 Folgen)
- 1976: Mary Tyler Moore (The Mary Tyler Moore Show, Fernsehserie, Folge 7x01)
- 1976: Der Preis der Macht (Captains and the Kings, Miniserie)
- 1976: Hüter der Wildnis (Guardian of the Wilderness)
- 1976–1977: Die Sieben-Millionen-Dollar-Frau (The Bionic Woman, Fernsehserie, 9 Folgen)
- 1978: Quincy (Quincy, M.E., Fernsehserie, Folge 3x16)
- 1978: Was soll denn nur mit Vater werden? (A Family Upside Down, Fernsehfilm)
- 1978: Die Waltons (The Waltons, Fernsehserie, Folge 7x03)
- 1979: Weißes Haus, Hintereingang (Backstairs at the White House, Miniserie)
- 1979: Fürs Vaterland zu sterben (Friendly Fire, Fernsehfilm)
- 1979: Drei Engel für Charlie (Charlie’s Angels, Fernsehserie, Folge 4x07)
- 1980: M*A*S*H (Fernsehserie, Folge 8x22 Schlafen und träumen)
- 1981: Halloween II – Das Grauen kehrt zurück (Halloween II)
- 1984: Chefarzt Dr. Westphall (St. Elsewhere, Fernsehserie, Folge 2x13)
- 1984: Remington Steele (Fernsehserie, Folge 2x17)
- 1986: Falcon Crest (Fernsehserie, 2 Folgen)
- 1986: Wer ist meine Frau (Who Is Julia?, Fernsehfilm)
- 1987: J. Edgar Hoover (Fernsehfilm)
- 1987: Amerika (Miniserie, 6 Folgen)
- 1988: Anthony II – Die Bestie kehrt zurück (The Cellar)
- 1989: Matlock (Fernsehserie, 2 Folgen)
- 1989: Das Model und der Schnüffler (Moonlighting, Fernsehserie, Folge 5x11)
- 1989: Kampf gegen die Mafia (Wiseguy, Fernsehserie, 2 Folgen)
- 1991: Agenten leben einsam (Bed & Breakfast)
- 1993: Als Baby entführt (There Was a Little Boy, Fernsehfilm)
- 1995: Picket Fences – Tatort Gartenzaun (Picket Fences, Fernsehserie, Folge 4x06)
- 1996: Kalifornia Nightmare (Marshal Law, Fernsehfilm)
- 1996–1997: Ned & Stacey (Fernsehserie, 10 Folgen)
- 1999: Emergency Room – Die Notaufnahme (ER, Fernsehserie, Folge 5x20)
- 1999: Inferno
- 1999–2003: King of Queens (The King of Queens, Fernsehserie, 8 Folgen)
- 2003: Der 7. Kreis der Hölle (Purgatory Flats)